# Diócesis de Anse-à-Veau-Miragoâne
La diócesis de Anse-à-Veau-Miragoâne (en latín: Dioecesis Sinuvitullen(sis)-Miragoanen(sis), en francés: Diocèse d'Anse-à-Veau et Miragoâne y en criollo haitiano: Dyosèz Ansavo ak Miragwàn) es una circunscripción eclesiástica latina de la Iglesia católica en Haití, sufragánea de la arquidiócesis de Puerto Príncipe. La diócesis tiene al obispo Pierre-André Dumas como su ordinario desde el 13 de julio de 2008. 

## Territorio y organización
La diócesis tiene 1268 km² y extiende su jurisdicción sobre los fieles católicos de rito latino residentes en el departamento Nippes.
La sede de la diócesis se encuentra en la ciudad de Anse-à-Veau, en donde se halla la Catedral de San Antonio. En Miragoâne se encuentra la Concatedral de San Juan Bautista.
En 2018 en la diócesis existían 35 parroquias.

## Historia
La diócesis fue erigida el 13 de julio de 2008 con la bula De spirituali cogitans del papa Benedicto XVI separando territorio de la diócesis de Los Cayos.

## Estadísticas
De acuerdo al Anuario Pontificio 2019 la diócesis tenía a fines de 2018 un total de 362 200 fieles bautizados.
| Año                                                                             | Población            | Población | Población      | Sacerdotes | Sacerdotes    | Sacerdotes    | Bautizados por sacerdote | Diáconos permanentes | Religiosos | Religiosos | Parroquias |
| Año                                                                             | Bautizados católicos | Total     | % de católicos | Total      | Clero secular | Clero regular | Bautizados por sacerdote | Diáconos permanentes | Varones    | Mujeres    | Parroquias |
| ------------------------------------------------------------------------------- | -------------------- | --------- | -------------- | ---------- | ------------- | ------------- | ------------------------ | -------------------- | ---------- | ---------- | ---------- |
| 2008                                                                            | 221 000              | 370 000   | 59.7           | 13         |               |               | 17 000                   |                      |            | 54         | 12         |
| 2008                                                                            | 222 000              | 375 000   | 59.2           | 19         | 18            | 1             | 11 684                   |                      | 4          | 54         | 17         |
| 2010                                                                            | 350 000              | 500 000   | 70.0           | 27         | 25            | 2             | 12 962                   |                      | 4          | 69         | 25         |
| 2015                                                                            | 350 000              | 500 000   | 70.0           | 47         | 45            | 2             | 7446                     | 2                    | 22         | 76         | 34         |
| 2018                                                                            | 362 200              | 516 900   | 70.1           | 56         | 54            | 2             | 6467                     | 2                    | 27         | 74         | 35         |
| Fuente: Catholic-Hierarchy, que a su vez toma los datos del Anuario Pontificio. |                      |           |                |            |               |               |                          |                      |            |            |            |

## Episcopologio
- Pierre-André Dumas, desde el 13 de julio de 2008